# Apanteles marokkanus
Apanteles marokkanus är en stekelart som beskrevs av Josef Fahringer 1936. Apanteles marokkanus ingår i släktet Apanteles och familjen bracksteklar. Inga underarter finns listade i Catalogue of Life.